# Flordeliza
FlordeLiza é uma novela filipina exibida no ano de 2015, exibido no bloco da tarde Kapamilya Gold da emissora ABS-CBN e mundialmente no canal do YouTube da emissora. Foi exibida de 19 de janeiro a 28 de agosto de 2015, com 160 capítulos.

## Sinopse
Crisanto é um soldado, que foi lutar na guerra entre dois grupos, com crenças diferentes, a quererem dominar um território. No meio da luta, conhece Florida, ao qual não resistiu a tentação e teve-a em seus braços, nascendo a inocente Flor. Um dia, os inimigos atacam Crisanto, e para se protegerem da guerra, ele obriga as duas se esconderem em sua casa. No fim, a guerra termina e ele fica gravemente ferido, onde foi cuidado por uma ajudante, processo iniciado pela esposa de Crisanto, a Beth. E a ajudante que ela contratou foi a Florida, e com isso, não sabe que ela e Crisanto tiveram um caso. Dias depois, Beth decide que a filha da Florida pode morar na casa deles. A filha de Beth e Crisanto, que se chama Liza, e Flor se tornaram inimigas, sem saber que Flor é sua meia-irmã. No fim da história, Flor dá a vida por Liza e sobrevive, ganhando além a chance de viver novamente, ganhou a amizade da meia-irmã.

## Elenco e personagens

### Elenco principal
- Jolina Magdangal como Florida Malubay-Magsakay  (ex-amante de Crisanto e mãe de Flor).
- Marvin Agustin como Crisanto Maristela (marido de Beth e ex-amante de Ida).
- Desiree del Valle como Elizabeth "Beth" S. Perez-Maristela (madrasta de Flor e mãe de Liza).
- Carlo Aquino como Arnold Magsakay (marido de Florida e padrasto de Flor).
- Ashley Sarmiento como Flor M. Maristela — filha de Ida e Crisanto (enteada de Arnold e meia-irmã de Liza).
- Rhed Bustamante como Liza P. Maristela (filha de Beth e Crisanto e meia-irmã de Flor).

### Coadjuvantes
- Elizabeth Oropesa como Lorena Sanchez-Perez — mãe de Beth, avó de Liza.
- Tetchie Agbayani como Teresa Malubay — mãe de Florida e avó de Flor.
- Juan Rodrigo como Mariano "Nano" Perez — pai de Beth, avô de Liza que sobreviveu a um câncer de pulmão.
- Tess Antonio como Annie — A empregada doméstica rude, falante, argumentativa e excessivamente dramática da família Maristela.
- Joey Paras como Rona — a melhor amiga de Beth que constantemente discute com Annie.
- Edward Mendez como Manuel "Manny" S. Perez — irmão mais velho de Beth, que é desempregado, preguiçoso e rude.
- Lemuel Pelayo como Jojo S. Perez — irmão mais novo de Beth.
- Johan Santos como Miguel Fontanillas — amigo de Crisanto.
- Ronie "Atak" Arañia como Buslog Malubay — filho adotivo de Teresa.
- Dionne Monsanto como Lynette Nacianceno-Perez — a bondosa esposa de Manny.
- Lee Robin Salazar como Coronel. Francisco — o melhor amigo de Crisanto que foi morto pelos rebeldes.
- Debraliz Borres como Bebeng Magsakay — tia de Arnold.
- Michael "Eagle" Riggs como Mama Wanda — chefe de Arnold e dono do bar gay em que Arnold trabalha.
- Valerie Concepcion como professora Daisy C. Hizon — a professora de dança de Flor e Liza que tem uma obsessão por Flor e Crisanto. Recruta Liza para seus planos, manipulando-a emocionalmente fazendo-a acreditar que seus pais amam Flor mais do que ela.
- Ricky Rivero como Lawrence "Lolei" Alcantara — cliente bondoso de Arnold do bar gay que ajuda com suas finanças.
- Wilma Doesnt como Dalisay Sulta — A gerente da loja de departamentos Lolei.
- JC Santos como Jason — colega de trabalho de Arnold que o despreza.
- Marco Pingol como Travis Marquez — vizinho e amigo de Flor e Liza.
- Bugoy Cariño como Luke Marquez — irmão mais velho de Travis, vizinho de Flor e Liza que também é amigo deles.
- Carlo Maceda como Gener De Jesus — amigo especial de Flor.
- JC Movido como Jenjen — filha especial de Jason.
- Juvy Lyn Bison como TBA — filha de Manny e Lynette.
- Miguelito de Guzman como TBA — filho de Manny e Lynette.

### Elenco convidado
- Kiko Matos como Cornelio Maristela — irmão de Crisanto que se juntou aos rebeldes.
- Arnold Reyes como líder terrorista
- Nikki Valdez como amiga da Flórida
- Ya Chang como Sr. Chua — O financiador da loja de Teresa e Bebeng.
- Boom Labrusca como Luis Jacinto — Um dos amigos de Lolei.
- Jan Marini como Joan Maristela — viúvo de Cornelio que tem um filho doente.
- Candy Pangilinan como Coring Magsakay — a rude esposa de RJ que é gerente de aluguel.
- Gerald Pizzaras como RJ Magsakay — irmão de Arnold que tentou molestar a Flórida.
- Young JV como Dante — amigo de Lolei.
- Francine Prieto como Atty. Grace Bruno — A advogada que ajudou Florida e Arnold a conseguir a custódia de Flor.
- Dante Ponce como Gen. Manuel Hizon — pai de Daisy que matou por sua esposa.
- Yayo Aguila como Divina Cruz-Hizon — a mãe doente mental de Daisy que matou seu marido, que mais tarde se suicidou.
- Casey da Silva como a jovem Daisy C. Hizon
- Ricardo Cepeda como Benito Maristela — pai de Crisanto.
- Rio Locsin como Imelda Maristela — mãe de Crisanto.
- Jong Cuenco como Atty. Eric Gonzales — O advogado da família Maristela.
- Rubi Rubi como Corazon Aberion — A esposa legal do pai da Flórida.
- Al Gatmaitan como Thomas — amigo de Daisy.
- Carlos Morales como deputado Santos — namorado de Daisy.

## Audiência
| Primeiro capítulo | Último capítulo | Maior audiência | Média geral | Fonte       |
| ----------------- | --------------- | --------------- | ----------- | ----------- |
| 9,7%              | 16,6%           | 16,6%           | 13,1%       | [ 4 ] [ 5 ] |

## Produção
A princípio, foi planejado para ser exibido no bloco do meio-dia PrimeTanghali da ABS-CBN, FlordeLiza foi originalmente planejado para substituir a antologia Give Love on Christmas antes de It's Showtime. Devido a algumas mudanças que foram feitas de última hora, o intervalo de tempo foi movido para fazer parte do bloco da tarde Kapamilya Gold da ABS-CBN. O intervalo de tempo foi depois de It's Showtime. Oh My G! foi quem substituiu antes de It's Showtime. Ele foi movido para o bloco do meio-dia PrimeTanghali da ABS-CBN em vez do bloco da noite Primetime Bida, cujo intervalo de tempo original é anterior ao TV Patrol, ao qual era o plano original.